# Dömötör Mihály (politikus)
Dömötör Mihály (Binóc, 1875. október 1. – Fajsz, 1962. február 2.) ügyvéd, politikus, rövid ideig belügyminiszter.

## Életpályája
Nagyszombatban végezte a gimnáziumi tanulmányait, majd a Budapesti Egyetemen 1900-ban az államtudományi, 1901-ben a jogtudományi vizsgáit tette le. 1903-tól ügyvéd.
Az 1905-ös választásokon a Katolikus Néppárt jelöltjeként az Országgyűlésbe jutott. 1905 és 1910 között több cikke jelent meg jogi kérdésekről. 1918-tól a Hangya szövetkezeteket felügyelő bizottság tagja. A Károlyi Gyula vezette ellenforradalmi kormányokban kormánybiztos, majd népjóléti-, illetve ideiglenesen vallás- és közoktatásügyi miniszter volt.
Az 1920-as választásokon a kapuvári kerületből jutott az Országházba, ahol a Simonyi-Semadam-kormányban elvállalta a belügyminiszteri posztot. Miután az 1922-es választásokon nem szerzett mandátumot, visszavonult a politikai élettől és már csak ügyvédként dolgozott.
Nevéhez fűződik az 1550/1920. számú rendelet kiadása, amely feloszlatta a szabadkőműves társaságokat.

## Művei
- A Kisgazdapárt és a Habsburgok trónvesztése. Kószó István, Kováts J. István, Dömötör Mihály beszéde a nemzetgyűlésen, Nagyatádi Szabó István beszéde Kossuth sírjánál; Bethlen Ny., Bp., 1921
- Az ónodi trónfosztó határozat előzményei, okai és tanulságai különös tekintettel a Habsburgok visszatérési törekvéseire; Országos Rákóczi Szövetség, Bp., 1936 (Rákóczi-könyvek)
- Ferenc Ferdinánd politikája; Országos Rákóczi Szövetség, Bp., 1937 (Rákóczi-könyvek)
- Középosztályunk megmentése tanügyi reformokkal; bev. Bogdán Gyula; Sárik Ny., Cegléd, 1938
- A nagylelkűség jutalma; Magyar-Török Egyesület, Bp., 1932
- Ferenc Ferdinánd politikájának következményei a világháborúban; Országos Rákóczi Szövetség, Bp., 1944